# Elimaea terminalis
Elimaea terminalis är en insektsart som beskrevs av Liu, Xiangwei 1993. Elimaea terminalis ingår i släktet Elimaea och familjen vårtbitare. Inga underarter finns listade i Catalogue of Life.